# Arent Passer

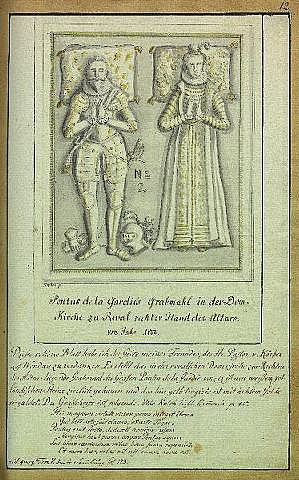
Pontus De la Gardie och Sofia Gyllenhielm i Tallinns domkyrka.

Arent Passer, även Arend Passer och Arendt Passer, född troligen i början av 1560-talet i Haag, död 1637 i Reval (nuvarande Tallinn), var en nederländsk arkitekt och bildhuggare.
Han var son till snickaren Peter Passer och gift med Maria Munter samt far till Dionysius Passer. Passer var större delen av sin verksamhetsperiod verksam i de svenska delarna av Estland men levererade även arbeten till Finland och Sverige. På uppdrag av Johan III utförde han ett gravmonument över Pontus De la Gardie och Sofia Gyllenhielm i Tallinns domkyrka. För Nicolaikyrkan i Örebro utförde han 1610 ett monument över riksdrotsen Mauritz Leijonhufvud och Amalia von Hatzfeld. Medan han var i Jakob De la Gardies tjänst vid arbeten på Tallinns slott 1620 försökte Gustav II Adolf förgäves förmå Passer att komma till Stockholm och delta i arbetet vid Stockholms slott. Han räknades till sin tids allra förnämsta stensnidare.